# Колотівка

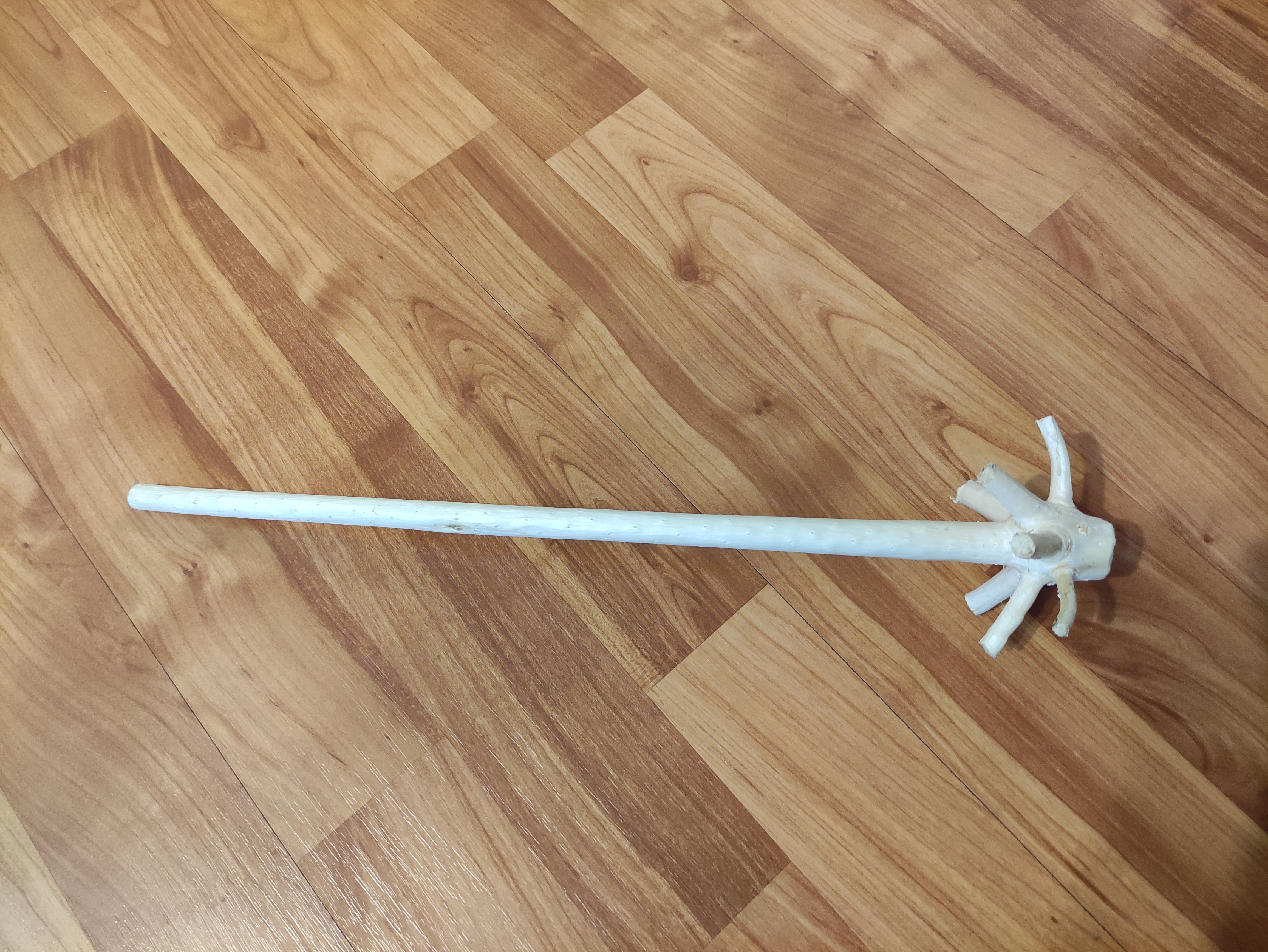
Колотівка із верхівки сосни

Колотівка — предмет кухонного начиння, паличка із сучками на кінці для колотіння, збивання чого-небудь.
Використовувалася замість міксера. Колотівки великого розміру призначені для перемішування картоплі.
Представлені у Музеї народної архітектури і побуту імені Климентія Шептицького.